# Mihai Dina
Mihai Dina  (n. 15 septembrie 1985, Craiova, România) este un fotbalist român. Momentan, evoluează pentru echipa Vedița Colonești[*], pe post de mijlocaș.

## Titluri
| Sezon   | Club                  | Titlu   |
| ------- | --------------------- | ------- |
| 2005-06 | Universitatea Craiova | Liga II |